# Serie 3800 de Renfe
La Serie 438 de Renfe Cercanías AM (antigua Serie 3800 de Feve), es una serie de trenes eléctricos autopropulsados construidos por CAF en 1992. Prestan servicio en las líneas  y  de Cantabria. 

## Servicios
Se encargan de los cercanías en las líneas  Santander-Cabezón de la Sal y  Santander-Liérganes.

## Historia
En 1992, Feve necesitaba ampliar su material autopropulsado eléctrico ya que solamente tenían la serie 3500. Tras los buenos resultados de estas y las jovencísimas 300 de Euskotren, la empresa estatal confió nuevamente en la vasca CAF para el suministro de 16 unidades de dos coches para las líneas asturianas.
Tras la primera reforma, siguieron operando en Asturias hasta la incorporación del tercer coche. Tras esto, fueron a Cantabria y las 3500 se trasladaron a Asturias.

## Características

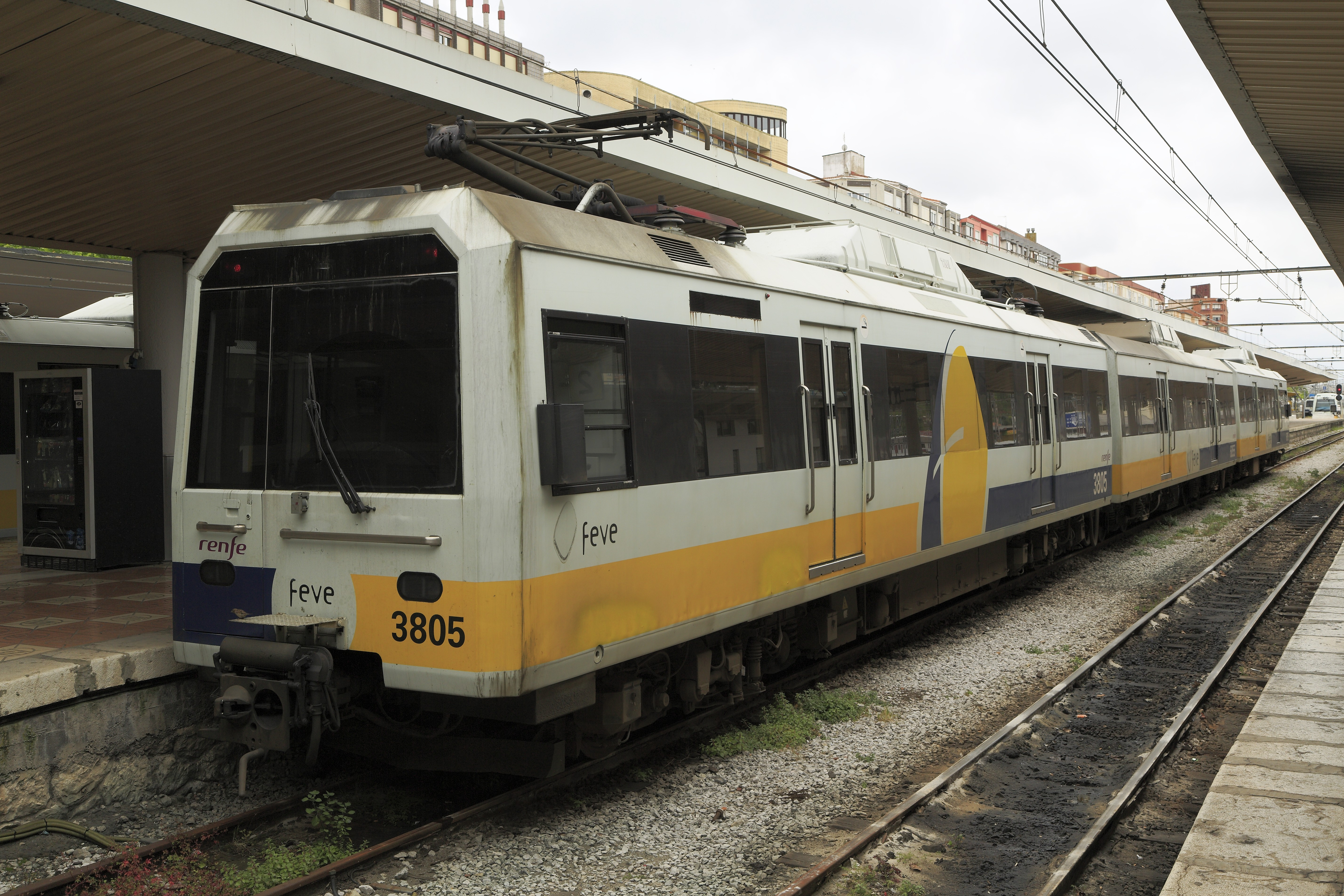
Una 3800 con la librea en amarillo, blanco y azul propia de FEVE que históricamente ha presentado

Son unidades de corriente continua y control reostático, con cuatro motores de tracción ABB TA 6788-R1 y un combinador AEG GNW 100-1. Están alimentadas mediante dos pantógrafos de accionamiento electroneumático del tipo ABB UR-6, situados en el coche motor.
Los bogies de estos trenes es del tipo Schindler pero fabricados bajo licencia por CAF y modificados para que sean compatibles con la serie 3500. La suspensión tanto primaria, como secundaria es mediante muelles helicoidales. Al contrario que en sus primas de Euskotren Trena, que la secundaria es mediante balonas de caucho.
El acceso a la sala de viajeros es por medio de puertas deslizantes de apertura electroneumática. Cada coche tiene dos pares de puertas en los laterales, dotándolas de cuatro por coche y con un total de 12, estas además con ventanillas practicables para la ventilación y recirculación del aire. El acceso a la cabina es por una puerta frontal o por una situada en el tabique que separa el puesto de conducción con la sala de viajeros. 
Tiene una capacidad total para 376 personas, de las cuales 128 son el coche motor, 115 en el remolque intermedio y 133 en el remolque con cabina. Los asientos son de tipo cercanías en posición 2+2 situados cara a cara. Incluyen también 6 estrapontines en cada coche situados paralelos al eje de la vía.
En apartado de confort, disponen de equipos de climatización suministrados por TEMOINSA S.A, instalados entre 2004 y 2005. Años en el que se les instaló el remolque intermedio y se suprimieron las ventanas practicables.
Una curiosidad es que al integrarse en Renfe y pasar a la nomenclatura de esta, se dio la casualidad de que su número 438, coincide con la retirada Serie 438 de Renfe.